# HMS Bentley (K465)
HMS Bentley (K465) là một tàu frigate lớp Captain của Hải quân Hoàng gia Anh hoạt động trong Chiến tranh Thế giới thứ hai. Nó nguyên được Hoa Kỳ chế tạo như chiếc USS Ebert (DE-74), một tàu hộ tống khu trục lớp Buckley, và chuyển giao cho Anh Quốc theo Chương trình Cho thuê-Cho mượn (Lend-Lease). Tên nó được đặt theo Phó đô đốc Sir John Bentley (?-1772), hạm trưởng chiếc tàu chiến tuyến HMS Warspite (1758) và đã từng tham gia cuộc Chiến tranh Bảy Năm.
Nó đã phục vụ cho đến khi chiến tranh kết thúc tại Châu Âu, hoàn trả cho Hoa Kỳ năm 1945, và cuối cùng bị bán để tháo dỡ vào năm 1946.

## Thiết kế và chế tạo
Buckley là một trong số sáu lớp tàu hộ tống khu trục được Hải quân Hoa Kỳ chế tạo nhằm đáp ứng nhu cầu hộ tống vận tải trong Thế Chiến II, sau khi Hoa Kỳ chính thức tham chiến vào cuối năm 1941. Chúng hầu như tương tự nhau, chỉ với những khác biệt về hệ thống động lực và vũ khí trang bị. Động cơ của phân lớp Backley bao gồm hai turbine hơi nước General Electric để dẫn động hai máy phát điện vận hành hai trục chân vịt, và dàn vũ khí chính bao gồm 3 khẩu pháo pháo 3 in (76 mm)/50 cal.
Những chiếc phân lớp Buckley (TE) có chiều dài ở mực nước 300 ft (91 m) và chiều dài chung 306 ft (93 m); mạn tàu rộng 37 ft 1 in (11,30 m) và độ sâu mớn nước khi đầy tải là 11 ft 3 in (3,43 m). Chúng có trọng lượng choán nước tiêu chuẩn 1.430 tấn Anh (1.450 t); và lên đến 1.823 tấn Anh (1.852 t) khi đầy tải. Hệ thống động lực bao gồm hai nồi hơi và hai turbine hơi nước General Electric công suất 13.500 mã lực (10.100 kW), dẫn động hai máy phát điện công suất 9.200 kilôwatt (12.300 hp) để vận hành hai trục chân vịt;  công suất 12.000 hp (8.900 kW) cho phép đạt được tốc độ tối đa 23 kn (26 mph; 43 km/h). Con tàu mang theo 359 tấn Anh (365 t) dầu đốt, cho phép di chuyển đến 6.000 nmi (6.900 mi; 11.000 km) ở vận tốc đường trường 12 kn (14 mph; 22 km/h).
Vũ khí trang bị bao gồm pháo 3 in (76 mm)/50 cal trên ba tháp pháo nòng đơn đa dụng (có thể đối hạm hoặc phòng không), gồm hai khẩu phía mũi và một khẩu phía đuôi. Vũ khí phòng không tầm gần bao gồm hai pháo Bofors 40 mm và tám pháo phòng không Oerlikon 20 mm. Con tàu có ba ống phóng ngư lôi Mark 15 21 inch (533 mm). Vũ khí chống ngầm bao gồm một dàn súng cối chống tàu ngầm Hedgehog Mk. 10 (có 24 nòng và mang theo 144 quả đạn); hai đường ray Mk. 9 và bốn máy phóng K3 Mk. 6 để thả mìn sâu. Thủy thủ đoàn đầy đủ bao gồm 200 sĩ quan và thủy thủ.
Con tàu được đặt lườn như là chiếc DE-74 tại xưởng tàu của hãng Bethlehem-Hingham Steel Shipyard ở Hingham, Massachusetts vào ngày 26 tháng 4, 1943, được đặt tên Ebert vào ngày 27 tháng 5, 1943 và được hạ thủy vào ngày 17 tháng 7, 1943. Tuy nhiên trước đó nó đã được chuyển giao cho Anh Quốc vào ngày 10 tháng 7, 1943, và nhập biên chế cùng Hải quân Anh như là chiếc HMS Bentley (K465) vào ngày 13 tháng 10, 1943 dưới quyền chỉ huy của Hạm trưởng, Thiếu tá Hải quân Paul Cortis Hopkins.

## Lịch sử hoạt động
Bentley đã hoạt động thuần túy cùng Đội hộ tống 1 trong suốt cuộc chiến tranh khi tham gia hộ tống các đoàn tàu vận tải vượt Đại Tây Dương.
Vào ngày 19 tháng 2, 1944, Bentley cùng với tàu frigate chị em Affleck đã cứu vớt 54 người sống sót từ chiếc tàu buôn Panama Colin, vốn bị đắm do trúng ngư lôi phóng từ tàu ngầm U-boat Đức U-859 vào ngày hôm trước tại tọa độ 54°16′B 31°58′T / 54,267°B 31,967°T.
Đến tháng 6, Bentley cùng Đội hộ tống 1 tham gia vào cuộc đổ bộ Normandy, là một trong số sáu đội hộ tống hình thành nên màn chắn khoảng 130 mi (210 km) về phía Tây Lands End, nhằm ngăn chặn tàu ngầm U-boat Đức xâm nhập từ các căn cứ trên bờ biển Đại Tây Dương của Pháp can thiệp vào cuộc đổ bộ.
Trong tháng 12, Bentley cùng Đội hộ tống 1 đặt căn cứ tại Belfast, Bắc Ireland để hoạt động tại khu vực Tây eo biển Manche. Sang tháng 3-tháng 4, 1945, chuyển đến Căn cứ Portsmouth để đối phó với tàu ngầm U-boat đối phương hoạt động tại eo biển Manche.
Sau khi chiến tranh chấm dứt tại châu Âu, Bentley quay trở về Hoa Kỳ và được chính thức hoàn trả cho Hải quân Hoa Kỳ vào ngày 5 tháng 11, 1945,  nhằm giảm bớt chi phí mà Anh phải trả cho Hoa Kỳ trong Chương trình Cho thuê-Cho mượn (Lend-Lease). Do dư thừa so với nhu cầu về tàu chiến sau khi chiến tranh đã chấm dứt, nó được rút tên khỏi danh sách Đăng bạ Hải quân Hoa Kỳ vào ngày 15 tháng 12, 1945, rồi sau đó được bán cho hãng John J. Witte tại Staten Island, New York vào ngày 17 tháng 7, 1947 để tháo dỡ.